# Драган Вуковић
Драган Вуковић (Дервента, 16. јануар 1965) је бивши пуковник Војске Републике Српске и генерал-мајор Оружаних снага БиХ у пензији.

## Биографија
Драган Вуковић је рођен 16. јануара 1965. године у Дервенти, Босна и Херцеговина. Отац му се звао Шћепан, а мајка Вукосава. Има два брата. Основну школу је похађао у Дервенти, гдје је завршио и средњу економску школу 1983. Војну академију Копнене војске - смјер пјешадија завршава 1987. у Београду и Сарајеву. Генералштабну школу тактике копнене војске завршава у Београду 1998. док Школу националне одбране Оружаних снага Грчке похађа у Атини 2003. Магистрирао је 2014. на Факултету политичких наука у Бањој Луци, смјер социологија, темом Утицај глобализације и НАТО савеза на друштвене промјене земаља у транзицији.
Поред класичног образовања, похађао је различите курсеве и семинаре из војнобезбједносне области у држави и иностранству. Произведен је у чин потпоручника 25. јула 1987. године, а унапријеђен у чин поручника 1988. Чин капетана стиче 1991. (ванредно), док капетан прве класе. такође вандредно, постаје 1992. Произведен је у чин мајора 1993. (ванредно), а потом и у чин потпуковника 1995. (ванредно). Пуковник постаје 2000. године, а бригадног генерала 9. новембра 2005. указом Предсједништва БиХ. Наредбом Предсједништва БиХ од 3. јула 2014. године унапређен је у чин генерал-мајора. У мирнодопском периоду службовао је у гарнизонима Бања Лука и Сарајево. Са породицом живи у Бањој Луци. Ожењен је и има двоје дјеце.
Користи се енглеским, руским и грчким језиком.
Учесник је ратних дејстава на простору бивше Југославије од 17. јануара 1991. до 14. децембра 1996. године. На посљедњој дужности у ЈНА био је командир механизоване чете у Бањој Луци, у чину капетана. У ВРС био је од дана њеног оснивања до 31. децембра 2005. Професионална војна служба престала му је 1. марта 2018.
У току ратних дејстава рањен 19. јануара 1993. године у рејону с. Витковци - Добој. Има статус ратног војног инвалида шесте категорије. У пензији од 2018. године.

## Командне дужности
- командант стрељачког вода у 16. пјешадијском пуку у 5. дивизији Југословенске народне армије у Бањој Луци
- командант моторизоване чете, у 16. моторизованој бригади, 5. корпуса, Југословенске народне армије у Бањој Луци
- командант механизованог вода 329. оклопне бригаде, 5. корпуса, Југословенске народне армије у Бањој Луци
- командант механизоване чете 329. оклопне бригаде, 5. корпуса, Југословенске народне армије у Бањој Луци
- замјеник команданта механизованог батаљона 1. оклопне бригаде, 1. крајишког корпуса, Војске Републике Српске у Бањој Луци
- командант механизованог батаљона 1. оклопне бригаде у Бањој Луци
- начелник штаба 16. крајишке моторизоване бригаде 1. крајишког корпуса Војске Републике Српске у Бањој Луци
- вршилац дужности команданта 16. крајишке моторизоване бригаде у Бањој Луци
- командант 116. моторизоване бригаде 1. корпуса Војске Републике Српске у Бањој Луци
- начелник органа за оперативно-наставне послове 1. корпуса Војске Републике Српске у Бањој Луци
- замјеник начелника кабинета начелника Генералштаба Војске Републике Српске у Бањој Луци
- начелник кабинета начелника Генералштаба Војске Републике Српске у Бањој Луци
- начелник штаба (уједно замјеник команданта) 1. корпуса у Бањој Луци
- замјеник начелника Генералштаба Војске Републике Српске у Бањој Луци
- начелник Генералштаба Војске Републике Српске у Бањој Луци
- вршилац дужности команданта Команде подршке Оружаних снага Босне и Херцеговине у Бањој Луци
- замјеник команданта Команде подршке Оружаних снага Босне и Херцеговине за ресурсе у Бањој Луци
- командант Оперативне команде Оружаних снага Босне и Херцеговине у Сарајеву (дужност са које је отишао у пензију)[1]

## Одликовања
- Орден Народне армије са златном звездом
- Орден Милоша Обилића

## Радови
- Мобилизација моторизоване бригаде (дипломски рад у Генералштабној школи)
- Стање у Турској и њене везе са државама Централне Азије, Блиског истока и Балкана (дипломски рад у Школи националне одбране)
- Утицај глобализације и ширења NATO савеза на друштвене промјене земаља у транзицији (магистарски рад)

Такође, објавио је неколико стручних радова из војних наука и социологије.